# Open Canada Cup
La Open Canada Cup è stata una coppa nazionale di calcio del Canada, a cui partecipavano sia club professionistici che dilettantistici.

## Storia
La prima coppa contesa da club canadesi è stata la Canadian National Challenge Cup, la cui prima edizione risale al 1913, riservata a un club amatoriale per ciascuna provincia canadese. Il torneo si disputa ancora oggi col nome di Challenge Trophy.
L'Open Canada Cup nacque nel 1998, contemporaneamente alla trasformazione della National Soccer League, un campionato dilettantistico dell'Ontario, in Canadian Soccer League, con l'ambizione di estendersi a tutto il territorio nazionale. Nei fatti la partecipanti alla coppa furono infatti le squadre della Canadian Soccer League, con l'inserimento di team locali dell'Ontario e della Columbia Britannica, o di club professionistici delle serie minori come il Toronto Lynx.
Gli incontri venivano disputati nella stagione estiva con gare di sola andata a eliminazione diretta: erano previsti tempi supplementari ed eventuali calci di rigore ai fini della determinazione della squadra vincente. Normalmente si utilizzavano come giorni di gara le festività nazionali pubbliche come il Victoria Day (penultimo lunedì di maggio), Canada Day (1º luglio), Labour Day (primo lunedì di settembre in Canada) e i fine settimana a esse collegate.
L'edizione del 2008 venne prima posticipata e in seguito cancellata, con l'abolizione definitiva della competizione. La Federazione calcistica del Canada ha infatti preferito puntare, nello stesso anno, sul Canadian Championship, coppa nazionale riservata ai più ricchi club professionistici.

## Albo d'oro
| Anno | Vincitore                 | Punteggio         | Finalista                  | Marcatori                         |
| ---- | ------------------------- | ----------------- | -------------------------- | --------------------------------- |
| 1998 | Toronto Olympians         | 0-0 / 3-0         | St. Catharines Roma Wolves | Kouzmanis 44’, 66’ - Berdusco 66’ |
| 1999 | Toronto Olympians         | 3-0               | Toronto Croatia            | Handsor 40’ - Thomas 62’, 66’     |
| 2000 | Toronto Olympians         | 1-0               | St. Catharines Roma Wolves | Thomas 4’                         |
| 2001 | Ottawa Wizards            | 1-0               | Toronto Supra              | Osman 9’                          |
| 2002 | Ottawa Wizards            | 2-0               | Toronto Croatia            | Nelson 66’                        |
| 2003 | London City               | 1-1 dts (4-2 dcr) | Metro Lions                | Tafas 30’ 84’ Patton              |
| 2004 | Windsor Border Stars      | 1-1 dts (4-2 dcr) | Ottawa St. Anthony Italia  | Errecalde 25’ 11’ Soigo           |
| 2005 | Windsor Border Stars      | 3-0               | London City                | Papiez 49’, 51’ - Scicluna 82’    |
| 2006 | Ottawa St. Anthony Italia | 2-0               | Toronto Lynx               | Osman 55’, 81’                    |
| 2007 | Trois-Rivières Attak      | 3-0               | Columbus Clan              | Lesage 53’ - Anderson 74’, 81’    |

### Vittorie per squadra
| Squadra                   | Vittorie | Anni vittorie    |
| ------------------------- | -------- | ---------------- |
| Toronto Olympians         | 3        | 1998, 1999, 2000 |
| Ottawa Wizards            | 2        | 2001, 2002       |
| Windsor Border Stars      | 2        | 2004, 2005       |
| London City               | 1        | 2003             |
| Ottawa St. Anthony Italia | 1        | 2006             |
| Trois-Rivières Attak      | 1        | 2007             |